# Central Hockey League 2011/12
Die Saison 2011/12 war die 20. reguläre Saison der Central Hockey League. Die 14 Teams absolvierten in der regulären Saison je 66 Begegnungen. Die Central Hockey League wurde in zwei Conferences ausgespielt. Die Fort Wayne Komets gewannen erstmals den Ray Miron President’s Cup durch einen Erfolg in der Finalserie gegen die Wichita Thunder.

## Teamänderungen
Folgende Änderungen wurden vor Beginn der Saison vorgenommen:
- Die Bloomington PrairieThunder stellten den Spielbetrieb ein
- Die Bossier-Shreveport Mudbugs stellten den Spielbetrieb ein
- Die Colorado Eagles wechselten in die ECHL
- Die Mississippi RiverKings wechselten in die Southern Professional Hockey League
- Die Odessa Jackalopes stellten den Spielbetrieb ein
- Die Bloomington Blaze wurden als Expansionsteam in die Liga aufgenommen

## Reguläre Saison

### Abschlusstabellen
Abkürzungen: GP = Spiele, W = Siege, L = Niederlagen, T = Unentschieden, OTL = Niederlage nach Overtime, GF = Erzielte Tore, GA = Gegentore, Pts = Punkte
| Turner Conference  | GP | W  | L  | OTL | GF  | GA  | Pts |
| ------------------ | -- | -- | -- | --- | --- | --- | --- |
| Fort Wayne Komets  | 66 | 40 | 19 | 7   | 228 | 187 | 87  |
| Evansville IceMen  | 66 | 40 | 22 | 4   | 215 | 192 | 84  |
| Missouri Mavericks | 66 | 39 | 21 | 6   | 223 | 200 | 84  |
| Rapid City Rush    | 66 | 38 | 22 | 6   | 226 | 176 | 82  |
| Quad City Mallards | 66 | 37 | 27 | 2   | 230 | 201 | 76  |
| Dayton Gems        | 66 | 23 | 29 | 14  | 185 | 228 | 60  |
| Bloomington Blaze  | 66 | 24 | 35 | 7   | 183 | 244 | 55  |

| Berry Conference              | GP | W  | L  | OTL | GF  | GA  | Pts |
| ----------------------------- | -- | -- | -- | --- | --- | --- | --- |
| Wichita Thunder               | 66 | 44 | 19 | 3   | 231 | 181 | 91  |
| Allen Americans               | 66 | 39 | 18 | 9   | 212 | 175 | 87  |
| Texas Brahmas                 | 66 | 33 | 25 | 8   | 171 | 170 | 74  |
| Rio Grande Valley Killer Bees | 66 | 32 | 27 | 7   | 208 | 200 | 71  |
| Tulsa Oilers                  | 66 | 29 | 29 | 8   | 207 | 222 | 66  |
| Laredo Bucks                  | 66 | 25 | 38 | 3   | 175 | 246 | 53  |
| Arizona Sundogs               | 66 | 19 | 38 | 9   | 175 | 247 | 47  |

## Ray-Miron-President’s-Cup-Playoffs
| Erste Runde | Erste Runde                   | Erste Runde        |    |                   | Conference-Finale | Conference-Finale | Conference-Finale |  |  | Ray-Miron-President’s-Cup-Finale | Ray-Miron-President’s-Cup-Finale | Ray-Miron-President’s-Cup-Finale |
|             |                               |                    |    |                   |                   |                   |                   |  |  |                                  |                                  |                                  |
| B1          | Wichita Thunder               | 4                  |    |                   |                   |                   |                   |  |  |                                  |                                  |                                  |
| B4          | Rio Grande Valley Killer Bees | 1                  |    |                   |                   |                   |                   |  |  |                                  |                                  |                                  |
| B4          | Rio Grande Valley Killer Bees | 1                  | B1 | Wichita Thunder   | 4                 |                   |                   |  |  |                                  |                                  |                                  |
|             |                               |                    | B1 | Wichita Thunder   | 4                 |                   |                   |  |  |                                  |                                  |                                  |
|             | B3                            | Texas Brahmas      | 2  |                   |                   |                   |                   |  |  |                                  |                                  |                                  |
| B2          | B3                            | Texas Brahmas      | 2  | Allen Americans   | 2                 |                   |                   |  |  |                                  |                                  |                                  |
| B2          |                               |                    |    | Allen Americans   | 2                 |                   |                   |  |  |                                  |                                  |                                  |
| B3          | Texas Brahmas                 | 4                  |    |                   |                   |                   |                   |  |  |                                  |                                  |                                  |
| B3          | Texas Brahmas                 | 4                  | B1 | Wichita Thunder   | 1                 |                   |                   |  |  |                                  |                                  |                                  |
|             |                               |                    |    | Wichita Thunder   | 1                 |                   |                   |  |  |                                  |                                  |                                  |
|             | T1                            | Fort Wayne Komets  | 4  |                   |                   |                   |                   |  |  |                                  |                                  |                                  |
| T1          | T1                            | Fort Wayne Komets  | 4  | Fort Wayne Komets | 4                 |                   |                   |  |  |                                  |                                  |                                  |
| T1          |                               |                    |    | Fort Wayne Komets | 4                 |                   |                   |  |  |                                  |                                  |                                  |
| T4          | Rapid City Rush               | 2                  |    |                   |                   |                   |                   |  |  |                                  |                                  |                                  |
| T4          | Rapid City Rush               | 2                  | T1 | Fort Wayne Komets | 4                 |                   |                   |  |  |                                  |                                  |                                  |
|             |                               |                    | T1 | Fort Wayne Komets | 4                 |                   |                   |  |  |                                  |                                  |                                  |
|             | T3                            | Missouri Mavericks | 3  |                   |                   |                   |                   |  |  |                                  |                                  |                                  |
| T2          | T3                            | Missouri Mavericks | 3  | Evansville IceMen | 0                 |                   |                   |  |  |                                  |                                  |                                  |
| T2          |                               |                    |    | Evansville IceMen | 0                 |                   |                   |  |  |                                  |                                  |                                  |
| T3          | Missouri Mavericks            | 4                  |    |                   |                   |                   |                   |  |  |                                  |                                  |                                  |

## Vergebene Trophäen
| Auszeichnung                                                          | Spieler           | Team               |
| --------------------------------------------------------------------- | ----------------- | ------------------ |
| Commissioner’s Trophy Bester Trainer                                  | Kevin McClelland  | Wichita Thunder    |
| Most Valuable Player Bester Spieler der regulären Saison              | Brandon Marino    | Quad City Mallards |
| Playoff Most Valuable Player Bester Spieler der Playoffs              | Mike Vaskivuo     | Fort Wayne Komets  |
| Rookie of the Year Bester Rookie der regulären Saison                 | Mark Guggenberger | Texas Brahmas      |
| Most Outstanding Defenseman Bester Verteidiger der regulären Saison   | Riley Weselowski  | Rapid City Rush    |
| Most Outstanding Goaltender Bester Torhüter der regulären Saison      | Mark Guggenberger | Texas Brahmas      |
| Joe Burton Award Bester Scorer der regulären Saison                   | Todd Robinson     | Evansville IceMen  |
| Ray Miron President’s Cup Gewinner der Central-Hockey-League-Playoffs | Fort Wayne Komets | Fort Wayne Komets  |
| Bud Poile Governors’ Cup Bestes Team der regulären Saison             | Wichita Thunder   | Wichita Thunder    |